# Medalla Euler
La Medalla Euler, anomenada així en honor del famós matemàtic del segle xviii Leonhard Euler, és una condecoració que atorga anualment l'Institut de Combinatòria i les seves Aplicacions (Institute of Combinatorics and its Applications) a matemàtics amb una vida distingida, dedicada a contribuir en la investigació combinatòria.

## Guardonats
- 2008: Gabor Korchmaros[2][3]
- 2007: Stephen Milne (Estats Units), Heiko Harborth (Alemània)
- 2006: Clement Lam (Canadá), Nick Wormald (Canadà)
- 2005: Ralph Faudree (Estats Units), Aviezri Fraenkel (Israel)
- 2004: Doron Zeilberger (Estats Units), Zhu Lie (Xina)
- 2003: Peter Cameron (Regne Unit), Charles Colbourn (Estats Units)
- 2002: Herbert Wilf (Estats Units)
- 2001: Spyros Magliveras (Estats Units)
- 2000: Richard Brualdi (Estats Units), Horst Sachs (Alemània)
- 1999: Ray-Chaudhuri (Estats Units)
- 1998: Peter Hammer (Estats Units), Anthony Hilton (Regne Unit)
- 1997: desert
- 1996: Jack van Lint (Holanda)
- 1995: Hanfried Lenz (Alemània)
- 1994: Joseph Thas (Bèlgica)
- 1993: Claude Berge (França), Ron Graham (Estats Units)